# Ljubinko Galić
Ljubinko Galić (szerbül: Љубинко Галић) (Hercegszántó, 1922. január 20. – Baja, 1983. augusztus 26.) magyarországi szerb költő és pap.

## Életrajza
Ljubinko Galić szabócsaládból származott. Apja Vojiszláv szabótisztviselő volt, míg anyja, Gyurity Mária háziasszony.
Szerb egyházi iskolába járt a faluban, a gimnáziumot Baján végezte. Fiatalként elhatározta, hogy a papneveldébe iratkozik be. A karlócai Szent Arzén Papneveldébe vették fel, majd ennek elvégzése után visszatért Magyarországra. Egy időben tanító is volt Újszentivánon.
A második világháború vége előtt Hercegszántón a nemzeti ellenállás titkára volt, majd Baján a szláv antifasiszta front területi titkára volt, később a politikai szárny titkára lett Magyarországon.
Miután összeházasodott a hercegszántói Zsukity Ágotával, 1946-ban a Baranya vármegyei Borjádra helyzeték papnak. Később hazaköltözött szülőfalujába, ahol haláláig töltötte be ezt a tisztséget.
A Rákosi-rendszer idején 1950-1954 között politikai fogoly volt, Szegeden, Vácon és Tatabányán.
Miután szabadon bocsátották tovább folytatta korábbi hivatását és verseket kezdett írni. Felesége 1968-ban meghalt és 5 gyereket - 3 fiú és 2 lány - kellett egyedül nevelnie. Érdekes, hogy mindhárom fia pap lett végül.
Miután hosszantartó cukorbetegséggel szenvedett Baján halt meg 1983-ban. Otthon temették el.

## Munkássága
Munkásságára a romantikusság a jellemző, melyre nagy hatással volt Branko Radičević és Jovan Jovanović Zmaj. Milosevits Péter budapesti író több könyvet is szentel a munkásságának. Szerinte a költő tipikusan az 1950-es évek stílusában ír, visszafogottan, ugyanakkor nemzeti érzelemmel.
Ő az egyetlen magyarországi szerb, aki gyermekeknek írt verseket anyanyelvén.

## Antológiák
- A kólóba (Budapest, 1969)
- Napsütötte mezők (Budapest, 1980)[1]
- На другој обали (Valjevo, Belgrád, 1984)